# Serén
Serén (llamada oficialmente Santa Cruz de Serén) es una parroquia y un lugar español del municipio de Friol, en la provincia de Lugo, Galicia.

## Organización territorial
La parroquia está formada por tres entidades de población:

### Entidades de población
Entidades de población que forman parte de la parroquia:
- Casas da Ferreira (A Ferreira)
- Serén

### Despoblado
Despoblado que forma parte de la parroquia:
- Casanova (A Casanova)

## Demografía

### Parroquia
| Gráfica de evolución demográfica de Serén (parroquia) entre 2000 y 2019 |
|                                                                         |
| Datos según el nomenclátor publicado por el INE.                        |

### Lugar
| Gráfica de evolución demográfica de Serén (lugar) entre 2000 y 2019 |
|                                                                     |
| Datos según el nomenclátor publicado por el INE.                    |